# مجمع الزوائد ومنبع الفوائد
مجمع الزوائد ومنبع الفوائد أحد كتب الحديث، جمع فيه الحافظ الهيثمي زوائد: مسند أحمد، ومسند البزار، ومسند أبي يعلى الموصلي، ومعاجم الطبراني الثلاثة. على الكتب الستة، وقام بحذف أسانيدها، وكان قد قام قبل تأليف مجمع الزوائد بتصنيف زوائد كلّ كتاب على حدة مع إبقائه على الأسانيد وبيانها كالتالي:
- مجمع البحرين في زوائد المعجمين ( المعجم الأوسط والصغير ).
- البدر المنير في زوائد المعجم الكبير للطبراني.
- كشف الأستار في زوائد مسند البزار.
- المقصد الأرشد في زوائد مسند الإمام أحمد.
- القول العلي في زوائد مسند أبي يعلى الموصلي.

فنصحه شيخه زين الدين أبو الفضل عبد الرحيم بن العراقي وقال له:
| ” | اِجمَع هذه التصانيف, واحذف أسانيدها لكي تجتمع أحاديث كل باب منها في باب واحد من هذا. | “ |

## مصطلح الزوائد
- المراد بالزوائد أحاديث زائدة في كتاب على كتاب آخر، وهذه الزيادة مطلقة، وقد تكون الزيادة في سند أو متن حديث اشتركا في إخراجه وهذه الزيادة نسبية.
- مؤلف الكتاب الذي احتوى على الزوائد لا علاقة له بمؤلف الكتاب المزيد عليه، فتأليف كل واحد منهما لكتابه استقلالاً.
- أن إبراز زوائد الكتاب المزيد عليه جاء في فترة متأخِّرة ومن إمام متأخر عنهما.[2]

## من مقدمة الكتاب
| ” | فقد كنت جمعت زوائد مسند الإمام أحمد ، وأبي يعلى الموصلي ، وأبي بكر البزار ، ومعاجيم الطبراني الثلاثة - رضي الله تعالى عن مؤلفيهم ، وأرضاهم ، وجعل الجنة مثواهم - كل واحد منها في تصنيف مستقل - ما خلا المعجم الأوسط والصغير ; فإنهما في تصنيف واحد - . فقال لي سيدي وشيخي ، العلامة شيخ الحفاظ بالمشرق والمغرب ، ومفيد الكبار ومن دونهم ، الشيخ زين الدين أبو الفضل عبد الرحيم بن العراقي - رضي الله عنه وأرضاه ، وجعل الجنة مثوانا ومثواه - : اجمع هذه التصانيف ، واحذف أسانيدها ; لكي تجتمع أحاديث كل باب منها في باب واحد من هذا . فلما رأيت إشارته إلي بذلك صرفت همتي إليه ، وسألت الله - تعالى - تسهيله والإعانة عليه ، وأسأل الله - تعالى - النفع به ، إنه قريب مجيب . | “ |

## تصانيف الكتاب
رتب الهيثمي الكتاب علي كتب:
| - كتاب الإيمان. - كتاب العلم. - كتاب الطهارة. - كتاب الصلاة. - كتاب الجنائز - وفيه ما يتعلق بالمرض وثوابه وعيادة المريض ونحو ذلك. - كتاب الزكاة - و فيه صدقة التطوع. - كتاب الصيام. - كتاب الحج. - كتاب الأضاحي والصيد والذبائح والوليمة.والعقيقة وما يتعلق بالمولود. - كتاب البيوع. - كتاب الأيمان والنذور. - كتاب الأحكام. - كتاب الوصايا | - كتاب الفرائض. - كتاب العتق. - كتاب النكاح. - كتاب الطلاق. - كتاب الأطعمة. - كتاب الأشربة. - كتاب الطب. - كتاب اللباس والزينة. - كتاب الخلافة. - كتاب الجهاد. - كتاب المغازي والسير. - كتاب قتال أهل البغي وأهل الردة. - كتاب الحدود والديات. - كتاب التفسير - وفيه ما يتعلق بقراءة القرآن وثوابه وعلى كم أنزل القرآن من حرف. | - كتاب التعبير. - كتاب القدر. - كتاب الفتن. - كتاب الأدب. - كتاب البر والصلة. - كتاب فيه ذكر الأنبياء عليهم السلام. - كتاب علامات النبوة. - كتاب المناقب. - كتاب التوبة والاستغفار. - كتاب الأذكار. - كتاب الأدعية. - كتاب الزهد - وفيه المواعظ. - كتاب البعث. - كتاب صفة النار. - كتاب صفة الجنة |